# Pepi Posch
Pepi Posch (* 5. April 1914 in Mühlbach am Hochkönig, Österreich-Ungarn; † 16. Juni 1991) war ein Südtiroler Politiker und Maler.

## Biographie
Posch wurde in Mühlbach am Hochkönig im Salzburgischen geboren und verbrachte seine frühe Kindheit in Innsbruck. Ab 1919 wohnte er in Bozen, wo er eine kaufmännische Ausbildung absolvierte. Von 1932 an war er am Aufbau der Katholischen Jugendbewegung in Südtirol beteiligt, weshalb er mit den faschistischen Machthabern in Konflikt geriet. 1939 wurde Posch nach Deutschland abgeschoben, wo er Kriegsdienst leisten musste. Das Ende des Zweiten Weltkriegs verbrachte er in amerikanischer Gefangenschaft. Anschließend kehrte er nach Bozen zurück, wo er mit seiner Ehefrau, der späteren Kunst- und Antiquitätenhändlerin Elisabeth „Lily“ Kronau (1923–2013), zwei Töchter hatte: Krista und Ursula.
Beruflich war Posch für das Verlagshaus Athesia tätig. Daneben engagierte er sich in der Sozialarbeit, insbesondere im Katholischen Verband der Werktätigen. Politisch war er in den Reihen der Südtiroler Volkspartei aktiv. Von 1961 bis 1964 vertrat er seine Partei im Bozner Gemeinderat und betreute im Stadtrat das Finanzressort. Von 1964 bis 1973 war er Abgeordneter im Regionalrat Trentino-Südtirol und damit gleichzeitig im Südtiroler Landtag. Wegen eines Herzinfarkts verzichtete er auf weitere politische Kandidaturen und widmete sich der Malerei. Seine Werke wurden zwischen 1981 und 1990 in verschiedenen Ausstellungen der Öffentlichkeit vorgestellt.